# Rob Thomas
Rob Thomas, właściwie Robert Kelly Thomas (ur. 14 lutego 1972 w Landstuhl) – amerykański pop-rockowy muzyk, wokalista i autor tekstów. Był głównym tekściarzem i wokalistą zespołów Matchbox Twenty i Tabitha's Secret (1993-1995), od 2005 występuje także jako artysta solowy.

## Życiorys
Urodził się w bazie wojskowej w Niemczech Zachodnich, jako syn Mamie Cleo (Bundrick) i Williama K. „Billa” Thomasa. Jego rodzina miała pochodzenie angielskie, niemieckie, szkockie, szwajcarskie i francuskie. Dorastał w Karolinie Południowej i na Florydzie. Ukończył szkołę średnią Lake Brantley High School.
W 1996 wraz z grupą Matchbox Twenty nagrał single: „Push”, „3 A.M.”, „Real World”, „Back 2 Good”, „Bent”, „If You're Gone”, „Mad Season”, „Disease”, „Unwell”, „Bright Lights” i „How Far We've Come”.
W 2000 otrzymał trzy nagrody Grammy za napisanie i zaśpiewanie piosenki „Smooth” znajdującej się na albumie Carlosa Santany „Supernatural”.
19 kwietnia 2005 ukazał się jego pierwsza solowa płyta „…Something to Be”. Jego pierwszy singiel „Lonely No More” trafił na szóste miejsce amerykańskiej listy przebojów Billboard Hot 100.

## Życie prywatne
2 października 1999 poślubił modelkę Marisol Maldonado. Z poprzedniego związku ma syna - Maisona Avery’ego Williama Thomasa (ur. 10 lipca 1998). Mieszkają w Bedford, w stanie Nowy York. Marisol cierpi na toczeń rumieniowaty układowy, rzadką chorobę autoimmunologiczną.

## Dyskografia
Albumy
- ...Something to be (2005)
- ...Something More (2005)
- Cradlesong (2009)
- The Great Unknown (2015)

Single
- New York Christmas (2003)
- Lonely No More (2005)
- This Is How a Heart Breaks (2005)
- Ever the Same (2005)
- Something to Be (2006)
- Streetcorner Symphony (2006)
- Little Wonders (2007)
- Her Diamonds (2009)
- Give Me the Meltdown (2009)
- Someday (2009)

Występy gościnne
- Carlos Santana – Supernatural (1999)[6]
- Carlos Santana - Guitar Heaven (2010)[7]